# Eupithecia exalbidata
Eupithecia exalbidata là một loài bướm đêm trong họ Geometridae.